# Jutta Zilliacus
Jutta Armelle Zilliacus, född Kingo 25 juli 1925 i Helsingfors, är en finländsk (finlandssvensk) författare, journalist, politiker, radio- och TV-profil samt skådespelare. 

## Biografi
Jutta Zilliacus föräldrar, pianostämmaren Johann Kingo och Jenny, född Pihlak, var båda estniska flyktingar från Sankt Petersburg. Som barn tillbringade hon somrarna i Hapsal i Estland och hade också estniskt medborgarskap sedan födseln. Jutta Zilliacus gick i Tyska skolan i Helsingfors 1933–1944. Efter studentexamen 1944 studerade hon bland annat latin och musik. Under sin uppväxt gled hon med tiden in i den finlandssvenska kulturgemenskapen och började så småningom betrakta sig som finlandssvensk. Hon gifte sig 1949 med den finlandssvenske författaren  Benedict Zilliacus, som avled 2013, och har en son.

## Politiskt engagemang
Sin politiska karriär inledde Jutta Zilliacus som medlem av Helsingfors stadsfullmäktige och stadsplaneringsnämnd åren 1969–1984. Hon var medlem av Svenska folkpartiets centralstyrelse åren 1973–1983, riksdagsledamot 1975–1987, elektor vid presidentvalen 1968, 1977 och 1983 samt politisk delegat vid FN 1977 och 1987. 

## Skådespeleri
Zilliacus har även medverkat i en handfull spelfilmer under artistnamnet Jutta Armela.

### Webbkällor
- Jutta Zilliacus på Finlands riksdags webbplats. (finska) Läst 20.1.2019.
- ”Jutta Zilliacus”. Söderströms förlag. Arkiverad från originalet den 29 april 2013. http://archive.is/2013.04.29-191652/http://www.sets.fi/Author.php?id=215. Läst 13 mars 2012.